# Wice Wersa
Wice Wersa – polska grupa muzyczna wykonująca hip-hop. Zespół powstał we Wrocławiu w 2002 roku z inicjatywy raperów: Dogasa i Radia. W 2008 roku skład uzupełnił Verte. W swoim dorobku mają dwie legalne płyty. Od 2010 roku członkowie Wielkie Joł, a od 2012 roku współpracują z wydawnictwem Urban Rec.

## Dyskografia
Albumy
| Tytuł                         | Dane dot. albumu                                |
| ----------------------------- | ----------------------------------------------- |
| Poniekąd skądinąd             | - Data: 28 grudnia 2007 - Wydawca: Dwaem Music  |
| Między niebem a piekłem       | - Data: 11 września 2010 - Wydawca: Wielkie Joł |
| Tao (mixtape; oraz DJ Really) | - Data: 24 grudnia 2010 - Wydawca: Wielkie Joł  |
| O niebo więcej                | - Data: 14 grudnia 2012 - Wydawca: Urban Rec    |

Inne
| Album                                      | Rok  | Utwór | Źródło |
| ------------------------------------------ | ---- | --- | ------ |
| Al Paciwo – Genesis                        | 2007 | „Glos osiedla” (gościnnie: Supa Skillz, King Sajz, Szastam Hajsem, Pepe Skuad, Wice Wersa, Wozu, Mrozu, Gozer) | [ 7 ]  |
| Brothers Project – Mixtape Vol. 1          | 2010 | „Płoną bębny Remix” (gościnnie: Wice Wersa, Waldemar Kasta, Tede)                                              | [ 8 ]  |
| DJ Buhh – Wolumin 5: Facebuhh              | 2010 | „Nie przypuszczałbym” (gościnnie: Wice Wersa, Zgrywus)                                                         | [ 9 ]  |
| Grube jointy 2: karani za nic (kompilacja) | 2011 | Wice Wersa – „Pchaj ten towar w miasto”                                                                        | [ 10 ] |
| Mei – Łamiąc stereotyp                     | 2012 | „Jeden cel i plan” (gościnnie: Club Dogo, Wice Wersa)                                                          | [ 11 ] |

## Teledyski
| Tytuł                                                       | Rok  | Reżyseria/Realizacja | Album                         | Źródło |
| ----------------------------------------------------------- | ---- | -------------------- | ----------------------------- | ------ |
| „Zawsze respekt” (gościnnie: Ray Jakzn)                     | 2007 | —                    | Poniekąd skądinąd             | [ 12 ] |
| „Na 7/Rap corrida”                                          | 2008 | Endorfina Artmedia   | Poniekąd skądinąd (reedycja)  | [ 13 ] |
| „Wyje alarm” (gościnnie: Mrozu)                             | 2009 | Endorfina Artmedia   | Poniekąd skądinąd (reedycja)  | [ 14 ] |
| „Płoną bębny” (gościnnie: Waldemar Kasta, Tede, DJ Macu)    | 2010 | Endorfina Artmedia   | Między niebem, a piekłem      | [ 15 ] |
| „Kochaj albo nienawidź”                                     | 2010 | Endorfina Artmedia   | Między niebem, a piekłem      | [ 16 ] |
| „To my”                                                     | 2010 | Idea Flo             | Między niebem, a piekłem      | [ 17 ] |
| „Bakacje” (gościnnie: Natural Dread Killaz)                 | 2010 | Bardacha Studio      | Między niebem, a piekłem      | [ 18 ] |
| „Kiedyś było inaczej / Tao”                                 | 2011 | Bardacha Studio      | Tao                           | [ 19 ] |
| „Pchaj ten towar w miasto”                                  | 2011 | Bardacha Studio      | Grube jointy 2: Karani za nic | [ 20 ] |
| Mei – „Jeden cel i plan” (gościnnie: Wice Wersa, Club Dogo) | 2011 | Bardacha Studio      | Łamiąc stereotyp              | [ 21 ] |
| „Na chate cza iść” (gościnnie: Sage Sobota, Tede)           | 2012 | OGfilms              | —                             | [ 22 ] |
| „Robimy to po swojemu” (gościnnie: Lion D)                  | 2012 | Przedmarańcza        | O niebo więcej                | [ 23 ] |
| „O niebo więcej”                                            | 2012 | Dirt Video           | O niebo więcej                | [ 24 ] |
| „Oto ja” (gościnnie: Miodu)                                 | 2012 | Dirt Video           | O niebo więcej                | [ 25 ] |